# Surrealistic Pillow
Surrealistic Pillow (с англ. — «Сюрреалистическая подушка») — второй студийный альбом американской рок-группы Jefferson Airplane, выпущенный в феврале 1967 года на лейбле RCA Victor и ставший первым для коллектива с вокалисткой Грейс Слик и ударником Спенсером Драйденом. Альбом достиг 3-й позиции в хит-параде Billboard 200 и получил статус золотого диска. Спустя годы Surrealistic Pillow был признан одним из главных альбомов контркультуры 1960-х.

## История альбома
Это первый альбом группы, записанный при непосредственном участии вокалистки Грейс Слик и ударника Спенсера Драйдена. Ударник Скип Спенс покинул группу в середине 1966 года и был заменен джаз-ударником из Лос-Анджелеса Спенсером Драйденом, племянником Чарли Чаплина. Новая вокалистка Грейс Слик после ухода из группы The Great Society присоединилась к Jefferson Airplane осенью 1966-го. С приходом Слик и Драйдена сформировался «классический» состав группы, просуществовавший до ухода Драйдена в 1970 году.
Jefferson Airplane отошли в сторону от фолк-рока, преобладавшего на их первом альбоме, добавив к своему оригинальному звучанию стремительно набиравшей моду психоделии. Данный альбом является переходной точкой между фолк-роком Jefferson Airplane Takes Off и сильным психоделическим звучанием After Bathing at Baxter’s. Тексты группы местами стали интереснее и оригинальнее, а музыка сложнее, поп-песен стало значительно меньше, хотя лидером группы по-прежнему оставался её основатель Марти Балин.

## Синглы
Для продвижения альбома было выпущено два сингла: первый, «Somebody to Love», занял пятое место в хит-параде Billboard, став самым успешным синглом за всю историю группы, и второй, «White Rabbit», расположился на восьмом месте, став второй из двух известнейших песен Jefferson Airplane.

## Список композиций
| №  | Название             | Автор(ы)            | Основной вокал | Длительность |
| -- | -------------------- | ------------------- | -------------- | ------------ |
| 1. | «She Has Funny Cars» | Йорма Кауконен      | Марти Балин    | 3:14         |
| 2. | «Somebody to Love»   | Дэрби Слик          | Грейс Слик     | 2:59         |
| 3. | «My Best Friend»     | Скип Спенс          | Балин          | 3:04         |
| 4. | «Today»              | Балин / Пол Кантнер | Балин          | 3:03         |
| 5. | «Comin’ Back to Me»  | Балин               | Балин          | 5:23         |

| №  | Название                      | Автор(ы)   | Основной вокал   | Длительность |
| -- | ----------------------------- | ---------- | ---------------- | ------------ |
| 1. | «3/5 of a Mile in 10 Seconds» | Балин      | Балин            | 3:45         |
| 2. | «D.C.B.A.-25»                 | Кантнер    | Кантнер          | 2:35         |
| 3. | «How Do You Feel?»            | Том Мэстин | Балин / Кантнер  | 3:28         |
| 4. | «Embryonic Journey»           | Кауконен   | инструментальная | 1:52         |
| 5. | «White Rabbit»                | Слик       | Слик             | 2:30         |
| 6. | «Plastic Fantastic Lover»     | Балин      | Балин            | 2:39         |

| №  | Название                                                                                    | Автор(ы)               | Основной вокал          | Длительность |
| -- | ------------------------------------------------------------------------------------------- | ---------------------- | ----------------------- | ------------ |
| 1. | «In the Morning»                                                                            | Кауконен               | Кауконен                | 6:21         |
| 2. | «J.P.P. McStep B. Blues»                                                                    | Алекс Спенс            | Балин                   | 2:37         |
| 3. | «Go to Her»                                                                                 | Кантнер / Ирвинг Эстес | Кантнер / Балин / Слик  | 4:02         |
| 4. | «Come Back Baby»                                                                            | народная песня         | Кауконен                | 2:56         |
| 5. | «Somebody to Love» (версия с моно-сингла)                                                   | Дэрби Слик             | Слик                    | 2:58         |
| 6. | «White Rabbit / D.C.B.A.-25» (версия с моно-сингла / инструментальная версия; скрытый трек) | Слик / Кантнер         | Слик / инструментальная | 5:20         |

## Участники
Jefferson Airplane
- Марти Балин — вокал, гитара, дизайн альбома
- Грейс Слик — вокал, фортепиано, орган, блокфлейта
- Йорма Кауконен — лид-гитара, вокал
- Пол Кантнер — ритм-гитара, вокал
- Джек Кеседи[англ.] — бас-гитара, фуз-бас, ритм-гитара
- Спенсер Драйден[англ.] — ударные, перкуссия

Дополнительные участники
- Джерри Гарсия — гитара («Today», «Comin’ Back to Me», «Plastic Fantastic Lover», «In the Morning», «J. P. P. McStep B. Blues»)
- Рик Джаррард — продюсер
- Дэвид Хассингер — звукоинженер
- Герю Грин — фотография

## Хит-парады
Альбом
| Год  | Хит-парад     | Позиция |
| ---- | ------------- | ------- |
| 1967 | Billboard 200 | 3       |

Синглы
| Год  | Сингл              | Хит-парад             | Позиция |
| ---- | ------------------ | --------------------- | ------- |
| 1967 | «My Best Friend»   | Billboard Pop Singles | 103     |
| 1967 | «Somebody to Love» | Billboard Pop Singles | 5       |
| 1967 | «White Rabbit»     | Billboard Pop Singles | 8       |

## Сертификации
| Организация | Статус  | Дата         |
| ----------- | ------- | ------------ |
| RIAA — США  | Золотой | 24 июля 1967 |